# رزوود، کوئینزلند
رزوود (به انگلیسی: Rosewood) یک شهرک در استرالیا است که در کوئینزلند واقع شده‌است.